# Slaven Zambata
Slaven Zambata, né le 24 septembre 1940 à Sinj (Croatie) et mort le 29 octobre 2020, est un footballeur international yougoslave. 
Attaquant réputé du Dinamo Zagreb (dont il est l'un des dix meilleurs buteurs historiques), il inscrit également 21 buts en 31 sélections.

## Biographie
Zambata commence le football dans le NK Junak Sinj (en), le club de sa ville natale, Sinj (Croatie, alors en royaume de Yougoslavie). Il est repéré par le Dinamo Zagreb où il arrive en 1959, à 18 ans. Il y évolue dix saisons, au cours desquelles il marque 267 buts (dont 93 en championnat) en 393 matchs. Il remporte à quatre reprises la Coupe de Yougoslavie, en 1960, 1963 (il inscrit un triplé en finale), 1965 et 1969, et termine à la seconde place du championnat en 1960, 1963, 1966, 1967 et 1969. Devenu capitaine, il remporte surtout la Coupe des villes de foires en 1967, marquant six buts au passage, après une première finale perdue en 1963. 
Auteur de deux buts en deux sélections en équipe de Yougoslavie espoirs en 1963, Zambata compte surtout 31 capes en équipe A. Il fête sa première sélection le 16 septembre 1962 contre l'Allemagne de l'Est, dispute les Jeux olympiques de 1964 (terminés à la 6e place), et termine sa carrière internationale le 27 octobre 1968 contre l'Espagne.
En 1969, à 28 ans, il quitte la Yougoslavie pour le championnat de Belgique. Il évolue deux saisons pour le KSV Waregem puis une troisième au Crossing Club de Schaerbeek, en première division. Il rentre finalement à Zagreb en 1972. Handicapé par deux blessures sérieuses au ménisque, il ne joue que trois matchs sans marquer. Il termine sa carrière l'année suivante, en 1974, après un dernier contrat en Autriche, au WSG Radenthein (de).

## Clubs
- 1959-1969 :  Dinamo Zagreb
- 1969-1971 :  KSV Waregem
- 1971-1972 :  Crossing Club de Schaerbeek
- 1972-1973 :  Dinamo Zagreb

## Palmarès
- Coupe des villes de foires
  - Vainqueur en 1967.
- Coupe de Yougoslavie de football
  - Vainqueur en 1960, 1963, 1965 et 1969.